# حبیب‌الله بیطرف
حبیب‌الله بیطرف (زاده ۱۳۳۵ یزد) سیاست‌مدار، مدرس دانشگاه و مدیر ارشد اجرایی ایرانی است، که هم‌اکنون به‌عنوان عضو هیئت علمی دانشگاه تهران و عضو هیئت مدیره سازمان نظام مهندسی استان تهران فعالیت می‌کند. او پیشتر در فاصله سالهای ۱۳۹۵ تا ۱۳۹۷ معاون وزیر نفت در امور مهندسی بود.
وی دانش‌آموخته کارشناسی ارشد مهندسی راه‌وساختمان از دانشکده فنی دانشگاه تهران می‌باشد و فعالیت اجرایی را از سال ۱۳۵۸ با مشارکت در راه‌اندازی جهاد سازندگی آغاز نمود. بیطرف از اعضای کمیتهٔ مرکزی دانشجویان مسلمان پیرو خط امام بود، که در آبان ۱۳۵۸ سفارت ایالات متحده در تهران را اشغال کردند و بحران گروگان‌گیری در سفارت آمریکا را رقم زدند. در طول جنگ ایران و عراق به عنوان عضو رسمی سپاه پاسداران انقلاب اسلامی به فعالیت ادامه داد. وی در فاصله سالهای ۱۳۶۵ تا ۱۳۶۸ استاندار یزد بود. از ابتدای سال ۱۳۶۹ تا پایان سال ۱۳۷۳ به مدت پنج سال، در سمت معاون آموزشی وزارت نیرو فعالیت داشت. بیطرف در دولت‌های هفتم و هشتم، در کابینه اول و دوم سید محمد خاتمی، به عنوان وزیر نیرو فعالیت می‌کرد. حسن روحانی، بیطرف را برای تصدی وزارت نیرو در دولت دوازدهم، به مجلس شورای اسلامی معرفی کرد، که موفق به کسب رای اعتماد از مجلس نشد.

## زندگی
حبیب‌الله بیطرف زاده ۱۳۳۵ در شهر یزد می‌باشد و تحصیلات ابتدایی و متوسطه خود را نیز در همین شهر انجام داده‌است. او از ۱۳۵۳ تا ۱۳۶۰ در مقطع لیسانس و از ۱۳۶۳ تا ۱۳۶۵ در مقطع فوق لیسانس، در رشته مهندسی راه و ساختمان در دانشکده فنی دانشگاه تهران تحصیل کرده و فارغ‌التحصیل شده‌است. وی تا پیش از انقلاب اسلامی، از فعالان حرکت‌های سیاسی دانشجویان مسلمان دانشگاه‌ها و از مؤسسان انجمن اسلامی دانشجویان دانشگاه تهران به‌شمار می‌رفت.
اکبر هاشمی رفسنجانی رئیس وقت مجلس شورای اسلامی در خاطرات خود نوشته‌است محمدجواد مادرشاهی و حبیب در سال ۱۳۶۱ به همراه برای گرفتن اطلاعات از ولادیمیر کوزیچکین، افسر کا گ ب در تهران که به غرب پناهنده شده بود به پاکستان رفتند و اطلاعاتی در خصوص حزب توده دریافت کردند. مدتها تصور می‌شد منظور از «حبیب» حبیب‌الله عسگراولادی وزیر وقت بازرگانی است، تا این که مادرشاهی در یک سخنرانی در تیر ۱۳۹۹ اعلام کرد حبیب همان حبیب‌الله بیطرف بوده‌است.

## تسخیر سفارت آمریکا
بیطرف عضو اولین شورای مرکزی دفتر تحکیم وحدت بود و یکی از اعضای شورای رهبری شش نفره دانشجویان مسلمان پیرو خط امام به‌شمار می‌رفت، که در روز ۱۳ آبان ۱۳۵۸ گروگان‌گیری سفارت ایالات متحده آمریکا را راهبری نمودند.
بیطرف پس از انقلاب ۱۳۵۷ فعالیت اجرایی خود را از سال ۱۳۵۸ با مشارکت در راه‌اندازی جهاد سازندگی ادامه داد. وی در طول جنگ ایران و عراق به عنوان عضو رسمی سپاه پاسداران انقلاب اسلامی فعالیت می‌نمود.

## سوابق اجرایی
او از سال ۱۳۶۵ تا سال ۱۳۶۸ در کابینه سید علی خامنه‌ای به نخست وزیری میرحسین موسوی، استاندار یزد بود. بیطرف از ابتدای سال ۱۳۶۹ تا پایان سال ۱۳۷۳ به مدت پنج سال در سمت معاونت آموزشی وزارت نیرو (به وزارت بیژن نامدار زنگنه) فعالیت داشت و هم‌زمان به عنوان عضو هیئت علمی دانشگاه در مراکز آموزش عالی نیز تدریس می‌نمود. وی از سال ۱۳۷۳ تا ۱۳۷۶ به عنوان مجری طرح‌های سد و نیروگاه کارون ۳ و کارون ۴، در وزارت نیرو مشغول به کار بود. حبیب‌الله بیطرف در فاصله سالهای ۱۳۷۶ تا ۱۳۸۴ در کابینه اول و دوم سید محمد خاتمی برای مدت ۸ سال، عهده‌دار وزارت نیروی ایران بود. او اولین دانشجوی پیروی خط امام بود که به وزارت رسید. بیطرف از اعضای هیئت مؤسس جبهه مشارکت ایران اسلامی است.
در حوزه فعالیت‌های آموزشی و پژوهشی وی نیز می‌توان به تدریس و عضویت در هیئت علمی دانشکده فنی دانشگاه تهران، عضویت در هیئت امنا دانشگاه یزد، عضویت در کمیته برنامه‌ریزی آموزش‌های علمی-کاربردی وزارت مسکن و شهرسازی و ۸ سال مشاور پژوهشگاه نیرو اشاره نمود.
از سوابق اجرایی بیطرف می‌توان به اجرای پروژه‌های بزرگ ملی مانند؛ طرح احداث سد و نیروگاه آبی کارون ۳، اجرای ضوابط و مقررات نظام فنی و اجرایی کشور در حوزه مدیریت پروژه‌های دولتی، همچنین حضور ۲ دوره در هیئت مدیره سازمان نظام مهندسی ساختمان استان تهران و عضویت کنونی در شورای مرکزی سازمان نظام مهندسی ساختمان اشاره کرد.
- راه‌اندازی مرکز تحقیقات آب جهاد سازندگی ۱۳۶۵–۱۳۶۴
- استاندار یزد ۱۳۶۸–۱۳۶۵
- عضو هیئت علمی دانشگاه تهران از ۱۳۶۸ تاکنون
- معاون آموزشی وزارت نیرو ۱۳۷۳–۱۳۶۹
- رئیس هیئت مدیره سازمان سازندگی و آموزش ۱۳۷۳–۱۳۷۰
- مجری طرح‌های کارون ۳ و ۴ ۱۳۷۶–۱۳۷۳
- عضو هیئت مدیره شرکت توسعه منابع آب و نیروی ایران ۱۳۷۶–۱۳۷۳
- وزیر نیرو ۱۳۸۴–۱۳۷۶
- عضو هیئت علمی پژوهشگاه نیرو ۱۳۸۴ تاکنون
- رئیس سازمان نظام مهندسی استان تهران ۱۳۹۵–۱۳۹۴
- معاونت مهندسی، پژوهش و فناوری وزارت نفت ۱۳۹۵-۱۳۹۷

### دولت دوازدهم
حسن روحانی وی را جهت تصدی سمت وزیر نیرو در کابینه دولت دوازدهم به مجلس شورای اسلامی معرفی کرد، اما وی در روز ۲۹ مرداد ۱۳۹۶ موفق به اخذ رأی اعتماد از نمایندگان مجلس نشد.
محمود صادقی نماینده مجلس دهم و از اعضای فراکسیون امید و اصلاح طلبان، در گفتگو با ایرنا و روزنامه آرمان بیان کرد اصولگرایان مجلس دهم به‌طور سازمان یافته ای از ورود یک اصلاح طلب شناسنامه دار جلوگیری کردند.که این باعث شد بیطرف رای اعتماد نیاورد.

## فعالیت‌های پژوهشی
- عضو انجمن مدیریت پروژه ایران
- عضو هیئت مدیره سازمان نظام مهندسی ساختمان استان تهران
- عضو انجمن مهندسین عمران ایران
- عضو انجمن مهندسین منابع آب ایران
- عضو انجمن مهندسان راه و ساختمان ایران
- عضویت در کمیته برنامه‌ریزی شورای گسترش آموزش عالی
- عضویت در شورای تحقیقات صنعت برق ایران
- عضویت در شورای تحقیقات آب کشور
- رئیس کمیته آموزش وزارت نیرو
- عضویت در کمیته برنامه‌ریزی آموزش‌های علمی-کاربردی وزارت مسکن و شهرسازی
- رئیس هیئت امناء مؤسسه تحقیقات آب
- رئیس هیئت امناء پژوهشگاه نیرو
- عضویت در هیئت امناء سازمان پژوهش‌های علمی و صنعتی ایران
- عضویت در هیئت امناء دانشگاه یزد